# Wairoa River (Auckland)
Der Wairoa River ist ein Fluss in der Region Auckland auf der Nordinsel von Neuseeland.

## Namensherkunft
In der Sprach der Māori bedeutet Wairoa so viel wie langes Wasser, wobei wai für Wasser und roa als Verb für lang steht.

## Geographie
Der Wairoa River entspringt im Mangatāwhiri Forest, auf einer Höhe von 390 m an der Westflanke eines 445 m hohen Berges. Nach einer anfänglich bevorzugten nordwestlichen Ausrichtung schwenkt der Fluss nach knapp 4 Flusskilometer nach Nordnordwesten und hält diese Ausrichtung bis 7,5 km vor seiner Mündung in die Tāmaki Strait bei.
Der Fluss verfügt über eine Gesamtlänge von rund 46 km und entwässert ein Gebiet von 148,84 km².